# 役人村
役人村とは、室町時代の末期～江戸時代にあった城下町の穢多の人々の集落の総称である。

## 概要
通常穢多の人々は辺鄙な場所へ住まわされていたが、城下付近に住むエタの人々も居た。そして、町に出入りする人を監視したり、百姓一揆の中に潜んで、領主側に情報を知らせる役目を負ったりした。
そのため、そのようなエタの人々の集落は、一般の農民から「役人村」と呼ばれるようになった。役人村の役職として年寄り・小頭などが設けられていた。
木津の摂津役人村などが特に有名である。